# Acte d'accusation (film)
Pour plus de détails, voir Fiche technique et Distribution.
Acte d'accusation (Atto d'accusa) est un film italien réalisé par Giacomo Gentilomo et sorti en 1950.

## Synopsis
Renato et Irene se rencontrent en secret chez une couturière. Il a été prisonnier en Russie pendant des années et elle, le croyant mort, a épousé Ruska, un vieil avocat. Pour tenter de surprendre les amants, Ruska se présente dans la maison de la couturière.

## Fiche technique
- Titre original : Atto d'accusa
- Titre anglais : The Accusation
- Réalisation : Giacomo Gentilomo
- Scénario : Franco Brusati, Gaspare Cataldo, Giacomo Gentilomo
- Production :  Athena Cinematografica
- Photographie : Alvaro Mancori
- Musique : Carlo Rustichelli[1]
- Montage : Otello Colangeli
- Durée : 99 minutes
- Date de sortie : 
  - Italie : 4 novembre 1950
  - France : 16 janvier 1952
- Affiche : Cyril Arnstam (France)

## Distribution
- Lea Padovani : Irene
- Marcello Mastroianni : Renato La Torre
- Andrea Checchi : Inspecteur Constantini
- Marga Cella : Miss Inghirami
- Emma Baron
- Alda Mangini
- Karl Ludwig Diehl : Massimo Ruska
- Amilcare Pettinelli : Donate